# Suprowszczyzna
Suprowszczyzna (biał. Супраўшчына, Suprauszczyna; ros. Супровщина, Suprowszczyna) – wieś na Białorusi, w obwodzie grodzieńskim, w rejonie lidzkim, w sielsowiecie Honczary, przy linii kolejowej Baranowicze – Lida.

## Historia
W XIX i w początkach XX w. położona była w Rosji, w guberni wileńskiej, w powiecie lidzkim, w gminie Gonczary. Własność Łęskich.
W dwudziestoleciu międzywojennym leżała w Polsce, w województwie nowogródzkim, w powiecie lidzkim, do 11 kwietnia 1929 w gminie Honczary, następnie w gminie Bielica. W 1921 miejscowość liczyła 80 mieszkańców, zamieszkałych w 19 budynkach, w tym 65 Polaków i 15 Białorusinów. 66 mieszkańców było wyznania prawosławnego i 14 rzymskokatolickiego.
Po II wojnie światowej w granicach Związku Sowieckiego. Od 1991 w niepodległej Białorusi.